# Pont-canal de l'Orbiel
Le pont-canal de l'Orbiel ou pont-aqueduc de l'Orbiel est un pont-canal situé à Trèbes, en France. Il est situé à l'intersection de l'Orbiel et du Canal du Midi.

## Localisation
Le pont-aqueduc est situé sur la commune de Trèbes, dans le département français de l'Aude.

## Historique
Jusqu'à sa construction, le canal du Midi rencontrait l'Orbiel à niveau. Un barrage sur la rivière fut détruit et remplacé par le pont qui fut construit en 1686-87 par Antoine Niquet suivant les plans de Vauban. Il est situé dans la ville de Trèbes.
L'édifice est classé au titre des monuments historiques en 1950.